# Алберг (Вермонт)
Алберг (енгл. Alburg) град је у америчкој савезној држави Вермонт.

## Демографија
По попису из 2010. године број становника је 497, што је 9 (1,8%) становника више него 2000. године.
| Група             | 2000.       | 2010.       |
| Белци             | 468 (95,9%) | 433 (87,1%) |
| Афроамериканци    | 0 (0,0%)    | 2 (0,4%)    |
| Азијати           | 1 (0,2%)    | 0 (0,0%)    |
| Хиспаноамериканци | 0 (0,0%)    | 9 (1,8%)    |
| Укупно            | 488         | 497         |